# エコノス
株式会社エコノスは、北海道札幌市白石区に本社を置き、リユース事業やカーボンオフセットプロバイダーを事業とする企業。子会社にブルードットグリーン株式会社を持つ。
現在はハードオフコーポレーションやブックオフコーポレーションのフランチャイジーである。かつてはそうご電器のフランチャイジーであった。

## 沿革
- 1964年（昭和39年）- 北海道北見市にて北見シグナス商事株式会社として設立 。
- 1978年（昭和53年）- そうご電器とFC契約締結 。
- 1999年（平成11年）3月 - ハードオフコーポレーションとFC契約締結 。
- 2002年（平成14年）- そうご電器の民事再生法適用により家電量販店事業撤退 。
- 2005年（平成17年）- ブックオフコーポレーションのフランチャイジーである、有限会社システム九六と合併し、商号を株式会社エコノスに変更。
- 2006年（平成18年）- 本社を現在地に移転。
- 2011年（平成23年）- 株式会社エコノス90％、マイクライメイト気候保護基金（スイス）10%の出資により連結子会社マイクライメイトジャパン株式会社（現・ブルードットグリーン）設立。
- 2015年（平成27年）6月24日 - 札幌証券取引所アンビシャス市場に上場。
- 2025年（令和7年）年内 -ハードオフコーポレーションの完全子会社化により上場廃止（予定)[2][3]

## 不祥事
- 2024年（令和6年）6月 - 同年4月の内部監査により商品在庫の不備が判明したため詳細を調査したところ、店長が2021年5月以降、内引きと架空買取・0円買取で現金を不正に受領し、3200万円相当の被害が発覚した。店長は2024年6月9日に内部調査中に抜け出し失踪[4]。同月26日付で調査報告書を公表した[5]。同様の手口はブックオフ店舗でも発生しており、6月下旬から7月上旬にかけて臨時休業し、臨時の棚卸しを実施している。

## 参考資料
- 株式会社エコノス第40期 有価証券報告書(EDINET - 閲覧)
- 株式会社エコノス コーポレート・ガバナンス報告書(札幌証券取引所 - 閲覧)